# 雲雀丘学園幼稚園
雲雀丘学園幼稚園（ひばりがおかがくえんようちえん）とは、兵庫県宝塚市雲雀丘にある私立幼稚園。

## 概要
2022年(令和4年)現在、併設校園として、雲雀丘学園小学校、雲雀丘学園中学校・高等学校、雲雀丘学園中山台幼稚園がある。
雲雀丘学園幼稚園は給食制度を設けており、さらに、アレルギーなどで給食のメニューを変更することも可能である。

## 沿革
雲雀丘学園の「学園の歴史」によると、雲雀丘の地域は「古くからの住宅地でありながら教育機関に恵まれず」「教養・文化の高い居住者達の間に、この地にふさわしい学園を要望する声が高まっ」たことから、住民と財界や教育界の有志が1949年(昭和24年)に鳥井信治郎を委員長として「雲雀丘小学校創立委員会」を設立。同年4月に川辺郡西谷村立西谷小学校（現・宝塚市立西谷小学校）の雲雀丘分校（分教場）として雲雀丘学園小学校が鳥井信治郎（サントリー創業者）らにより開校した。
翌1950年8月に「学校法人雲雀丘学園」認可を得て、幼稚園を併設した。